# Programa JET
El Programa japonés de intercambio y enseñanza (語学指導等を行う外国青年招致事業 Gogaku Shidōtō wo Okonau Gaikoku Seinen Shōchi Jigyō?) o Programa JET (JETプログラム Jetto Puroguramu?) es una iniciativa del gobierno de Japón para atraer graduados universitarios (a nivel collegue), principalmente angloparlantes nativos— a Japón para desempeñarse como Maestros Asistentes de Lengua (ALTs) y Asesores de Educación Deportiva (SEAs) en kindergartens, escuelas primarias, y escuelas secundarias japonesas, o como Coordinadores de Relaciones Internacionales (CIRs) en los gobiernos locales y directorios de educación. En forma genérica los participantes del Programa JET son denominados JETs.  
A principios del siglo XXI los participantes provienen de 36 países. Hacia julio de 2010, el programa contaba con 4,334 participantes (desempeñándose como CIR, ALT, y SEA), lo cual lo convierte en el programa de intercambio y enseñanza más grande del mundo. De este total aproximadamente la mitad provienen de Estados Unidos (2420), el resto principalmente viene de Canadá (474), el Reino Unido (399), Australia (254), Nueva Zelandia (206), Irlanda (112) y Sud África (110) como ALTs y China (72) y Corea (56) principalmente CIRs. El énfasis del programa es la enseñanza y aprendizaje del idioma inglés, por lo que casi el 90 % de los participantes son ALTs; el 10 % restante se divide entre CIRs y SEAs. Por este programa han pasado más de 54 000 participantes de 54 países diferentes.